# Charlie Hustle: The Blueprint of a Self-Made Millionaire
Charlie Hustle: The Blueprint of a Self-Made Millionaire – piąty studyjny album amerykańskiego rapera E-40, wydany 18 sierpnia, 1999 roku nakladem Jive Records i Sick Wid It Records. Gościnnie występują B-Legit, D-Shot, Suga-T, Jayo Felony, C-Bo, Fat Joe, Celly Cel, Levitti, The Mossie, Birdman i Juvenile.
Osiągnął 2. miejsce na Top R&B/Hip-Hop Albums i 28. na Billboard 200.

## Lista utworów
1. „L.I.Q.”
2. „Ballaholic”
3. „'Cause I Can” (feat. Jayo Felony & C-Bo)
4. „Get Breaded” (feat. Sauce Money & Fat Joe)
5. „Look at Me” (feat. Lil Wayne, Baby, Juvenile & B.G.)
6. „Duckin’ & Dodgin'” (feat. The Mossie, Suga-T & Kokane)
7. „Fuckin’ They Nose” (feat. The Click & Bosko)
8. „Seasoned” (feat. Otis & Shug)
9. „Earl, That’s Yo’ Life” (feat. Otis & Shug & Too Short)
10. „Rules & Regulations”
11. „Borrow Yo’ Broad” (feat. B-Legit)
12. „Do What You Know Good” (feat. Levitti)
13. „Mouthpiece”
14. „Big Ballin’ With My Homies”
15. „Ghetto Celebrity” (feat. Suga-T & Celly Cel)
16. „Gangsterous” (feat. D-Shot & The Mossie)
17. „Brownie Points” (feat. A-1)